# Erik Lesser
Erik Lesser (Suhl, 17 de maio de 1988) é um biatleta alemão, medalhista olímpico e bicampeão mundial. 

## Carreira
Lesser representou seu país nos Jogos Olímpicos de 2014, na qual conquistou a medalha de prata no individual 20 km e no revezamento 4x7.5 km. Nos Jogos Olímpicos de 2018 voltou a medalhar no revezamento, quando conquistou o bronze.